# Pál Csaba (biológus)
Pál Csaba (Budapest, 1975. március 27. –) magyar biológus, a Magyar Tudományos Akadémia levelező tagja, az MTA Szegedi Biológiai Kutatóközpont Bolyai János alkotói díjas tudományos főmunkatársa. Szakterülete az evolúcióbiológia és rendszerbiológia. Ezeken a területeken több mint 80 tudományos közleménye jelent meg. Eredményeit a legrangosabb tudományos folyóiratok, mint például a Nature, Science, PNAS, Nature Genetics, Nature Micobiology, Nature Communications és a Plos Biology is többször közölték.

## Élete
Orvos családból származik, de ő az Eötvös Loránd Tudományegyetemen biológusnak tanult. Doktori diplomáját 2002-ben szerezte meg, majd ösztöndíjjal több évet külföldön töltött, kutatott Oxfordban és Heidelbergben. 2008 óta a Magyar Tudományos Akadémia Szegedi Biológiai Kutatóközpontjának kutatója, a Biokémiai Intézet tudományos főmunkatársa, az Evolúciós Rendszerbiológiai csoport vezetője. 2015-ben megkapta a Bolyai János alkotói díjat, mellyel 100 ezer eurót kapott további kutatásai finanszírozására. 2022-ben a Magyar Tudományos Akadémia levelező tagjává választották.

## Elismerései
Számos hazai és nemzetközi pályázat és díj nyertese. 2009-ben a metabolikus hálózat elemzése területén végzett kutatási munkájáért megkapta az Osztrák Akadémia Ignaz Lieben díját. A közelmúlt legjelentősebb, nemzetközi szinten is meghatározó felfedezésért elnyerte a Szent-Györgyi Talentum-díjat (2014), melyet két Nobel-díjas biokémikus, Ada Yonath és Aaron Ciechanover adott át.  Egy évvel később 2015-ben átvehette a rangos Bolyai János alkotói díjat kimagasló, külföldön is elismert, antibiotikum rezisztencia területén végzett kutatási munkájáért. 2016-ban megválasztották az Academia Europaea tagjáva, 2017-ben EMBO (European Molecular Biology Organization) taggá és 2018-ban a FEMS (Federation of European Microbiological Society) választotta tagjává. 
- Ignaz L. Lieben Díj (2009) Archiválva 2019. április 10-i dátummal a Wayback Machine-ben[14]
- Szent-Györgyi Tálentum díj (2014)
- Bolyai János alkotói díj (2015)

## Munkássága
Kutatócsoportjának egyik kiemelkedően fontos célja a baktériumok antibiotikumokkal szembeni vizsgálata. Laboratóriumi körülmények között szinte minden általuk vizsgált ellenálló baktériumnak van egy „Achilles-sarka”: egy másik gyógyszer, amelyre rendkívül érzékennyé válik. Ezen antibiotikumok együttes alkalmazása egy újszerű terápia alapját képezheti (Lázár és kollégái MSB 2013, Nature Microbiology 2018).